# Batusangkar

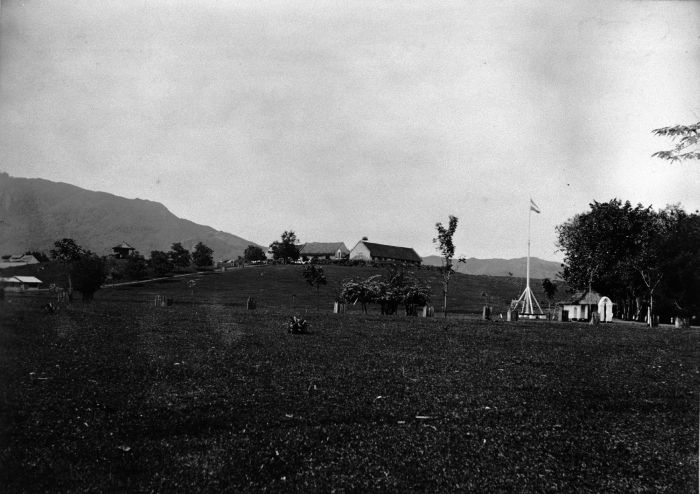
Le fort Van der Capellen vers 1895

Batusangkar est une ville d'Indonésie. C'est le chef-lieu du kabupaten de Tanah Datar dans la province de Sumatra occidental. 

## Histoire
Près d'une vingtaine de prasasti (inscriptions sur pierre) ont été trouvées dans la région de Batusangkar. Elles sont dédiées au roi Adityawarman (règne -1375) et constituent les plus anciens documents écrits connus de Sumatra Ouest. On n'en a pas trouvées de postérieures à son règne.
Près de Batusangkar, dans l'actuel village de Pagaruyung, se trouvait la capitale du dernier royaume minangkabau. 

À l'époque des Indes néerlandaises, Batusangkar s'appelait Fort Van der Capellen. Les Néerlandais avaient construit ce poste durant la guerre des Padri (1821-37), de 1822 à 1826 et l'avaient nommé d'après le gouverneur général Godart van der Capellen. La ville fut renommée Batusangkar en 1949.